# Frontignan
Frontignan (okzitanisch: Frontinhan) ist eine Stadt im Département Hérault in der Region Okzitanien in Südfrankreich. Sie hat 23.788 Einwohner (Stand 1. Januar 2022). Die Einwohner werden Frontignanais und Frontignanaises genannt.
Die Einwohner des eingemeindeten Ortes La Peyrade fühlen sich jedoch auch weiterhin noch mehr der näher gelegenen Stadt Sète als Frontignan zugehörig.
Die Gemeinde erhielt 2022 die Auszeichnung „Eine Blume“, die vom Conseil national des villes et villages fleuris (CNVVF) im Rahmen des jährlichen Wettbewerbs der blumengeschmückten Städte und Dörfer verliehen wird.

## Geographie

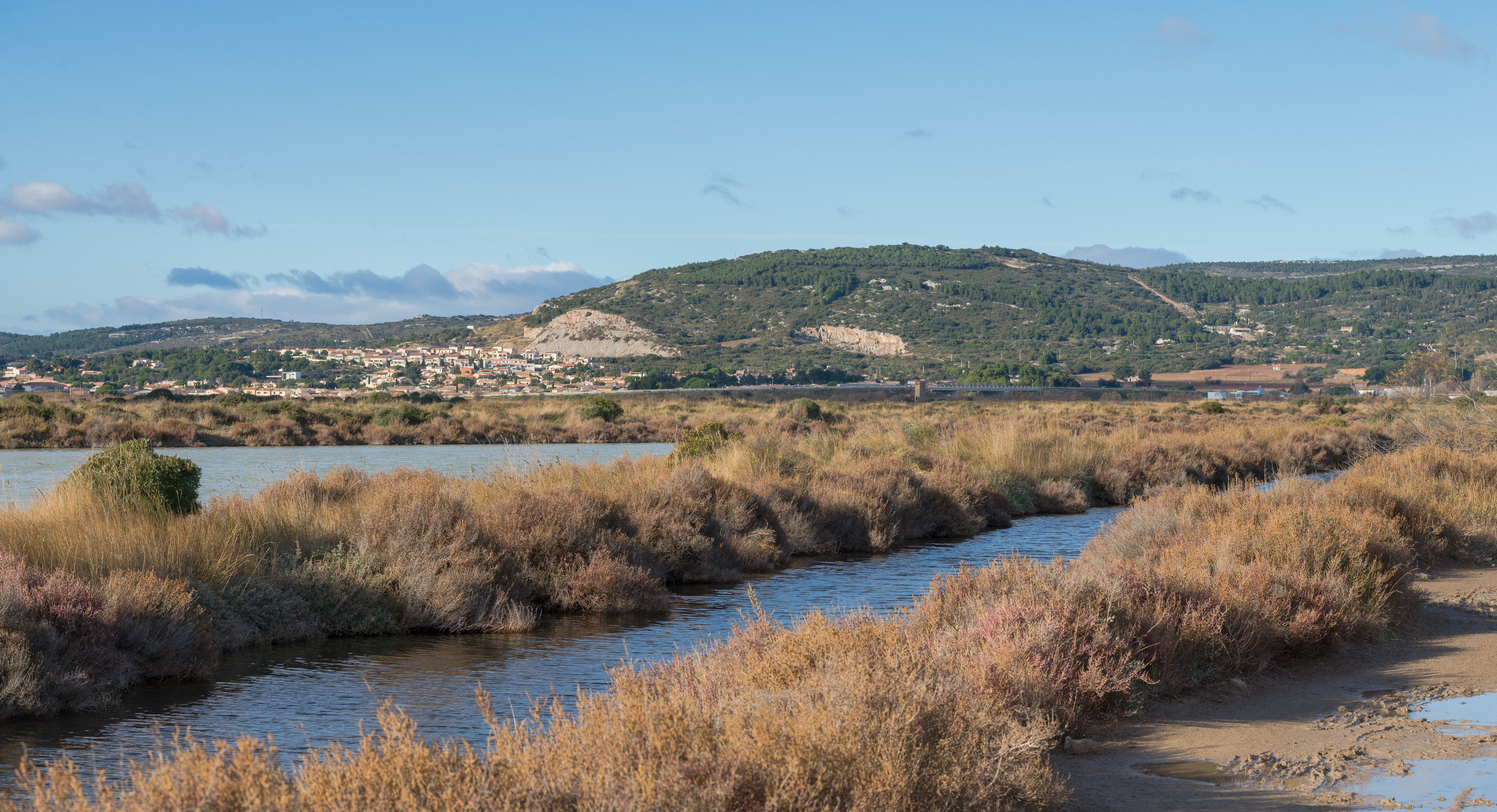
Blick über die ehemaligen Salinen nach Frontignan

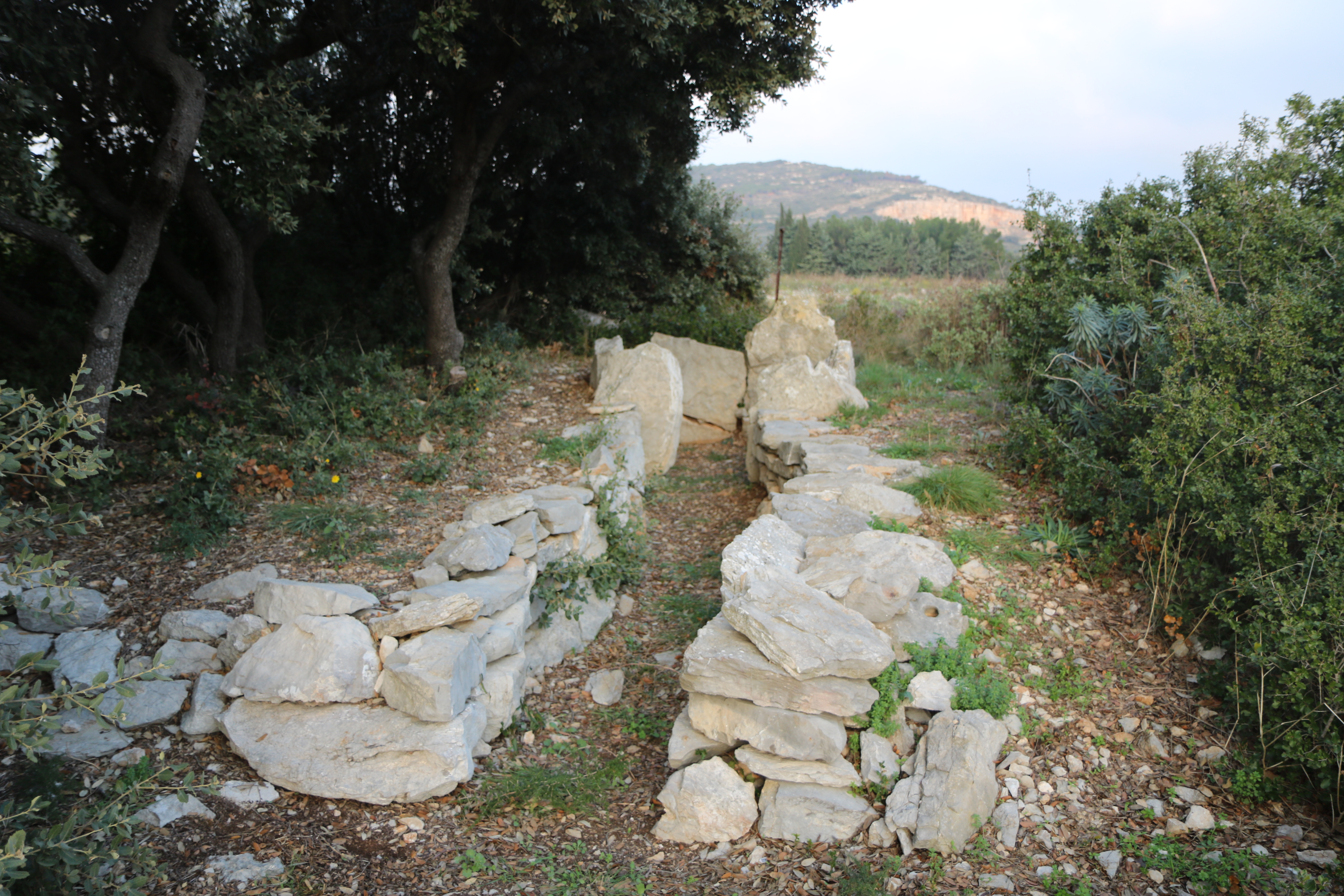
Der Dolmen de la Coste

Frontignan liegt sieben Kilometer nordöstlich der Stadt Sète an der nach Montpellier (21 km) führenden Straße. Benachbarte Gemeinden sind Gigean im Norden, Vic-la-Gardiole im Nordosten, Villeneuve-lès-Maguelone im Osten, Sète im Südwesten sowie Balaruc-les-Bains und Balaruc-le-Vieux im Westen. Im Süden wird die Gemeinde durch das Mittelmeer begrenzt. Durch die Stadt verläuft der Rhône-Sète-Kanal.

## Geschichte
- 1362: erste Befestigung
- 1560: die Festung wird von den Protestanten geschleift
- 16. Juni 1642: König Ludwig XIII. und Kardinal Richelieu treffen sich in Frontignan.
- 1787: Aufenthalt Thomas Jeffersons, des zukünftigen Präsidenten der Vereinigten Staaten von Amerika, in Frontignan
- 25. Juni 1944: Die Erdölraffinerie von Frontignan und Teile der Stadt (u. a. der Bahnhof) werden von der US-Luftwaffe bombardiert; dabei sind 40 Todesopfer unter der Bevölkerung zu beklagen.
- 31. Dezember 2002: Frontignan wird zusammen mit den Nachbarstädten Sète, Balaruc-les-Bains, Balaruc-le-Vieux, Vic-la-Gardiole, Mireval, Gigean und Marseillan in den Gemeindeverband Sète Agglopôle Méditerranée eingegliedert.

### Bevölkerungsentwicklung
| Jahr      | 1962 | 1968   | 1975   | 1982   | 1990   | 1999   | 2006   | 2017   |
| --------- | ---- | ------ | ------ | ------ | ------ | ------ | ------ | ------ |
| Einwohner | 8309 | 11.141 | 12.238 | 14.951 | 16.245 | 19.145 | 22.144 | 22.762 |

## Sehenswürdigkeiten
- Kirche Saint-Paul aus dem 12. Jahrhundert, seit 1919 als Monument historique klassifiziert; mehrere Objekte ihrer Ausstattung sind zusätzlich in der Base Palissy aufgenommen
- Kapelle Les Pénitents aus dem 17. Jahrhundert, Eingang seit 1939 als Monument historique eingeschrieben
- Kirche Immaculée Conception in La Peyrade
- Kapelle Saint-Jacques

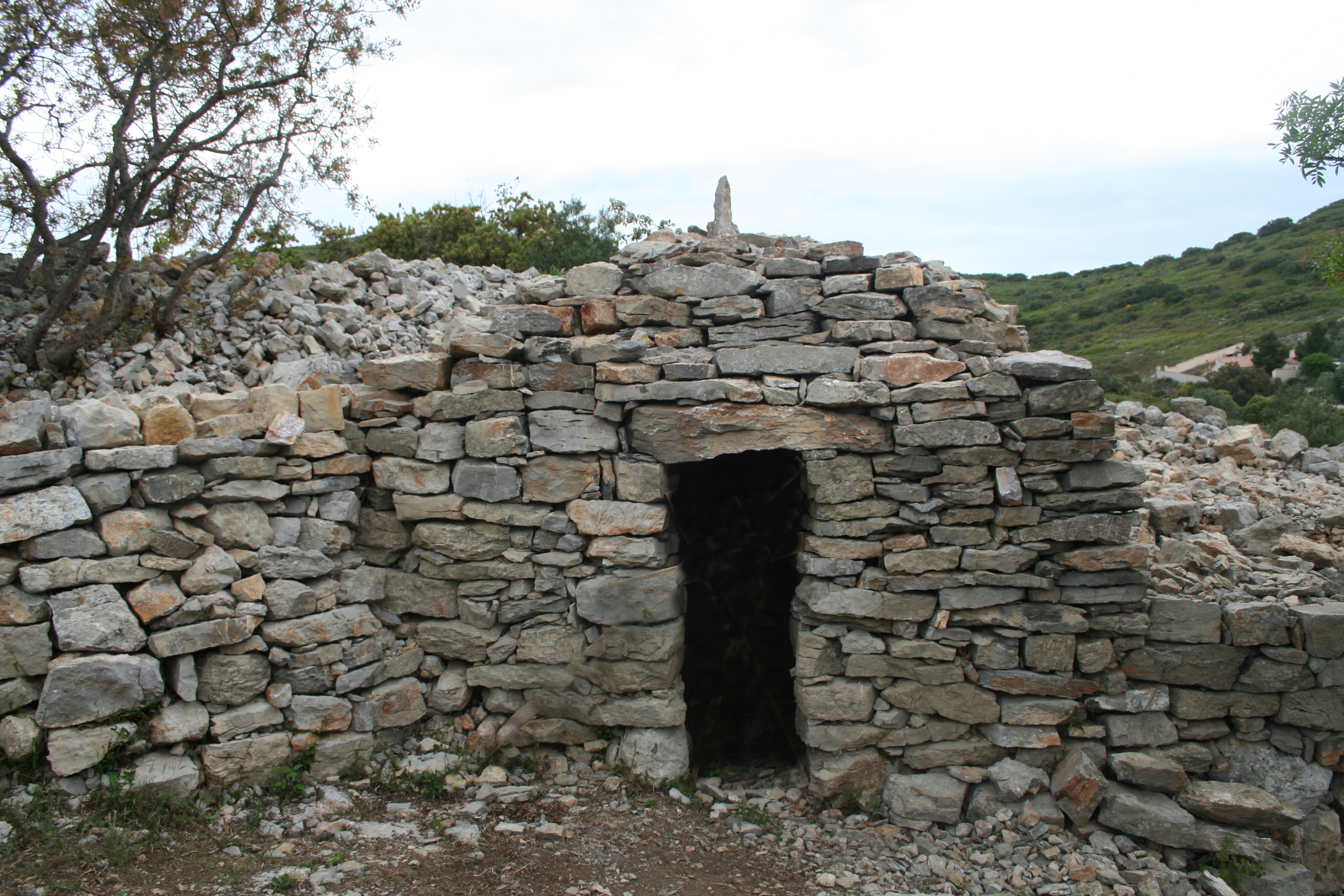
Capitelle ist eine Cabane (Hütte) aus Trockenmauerwerk
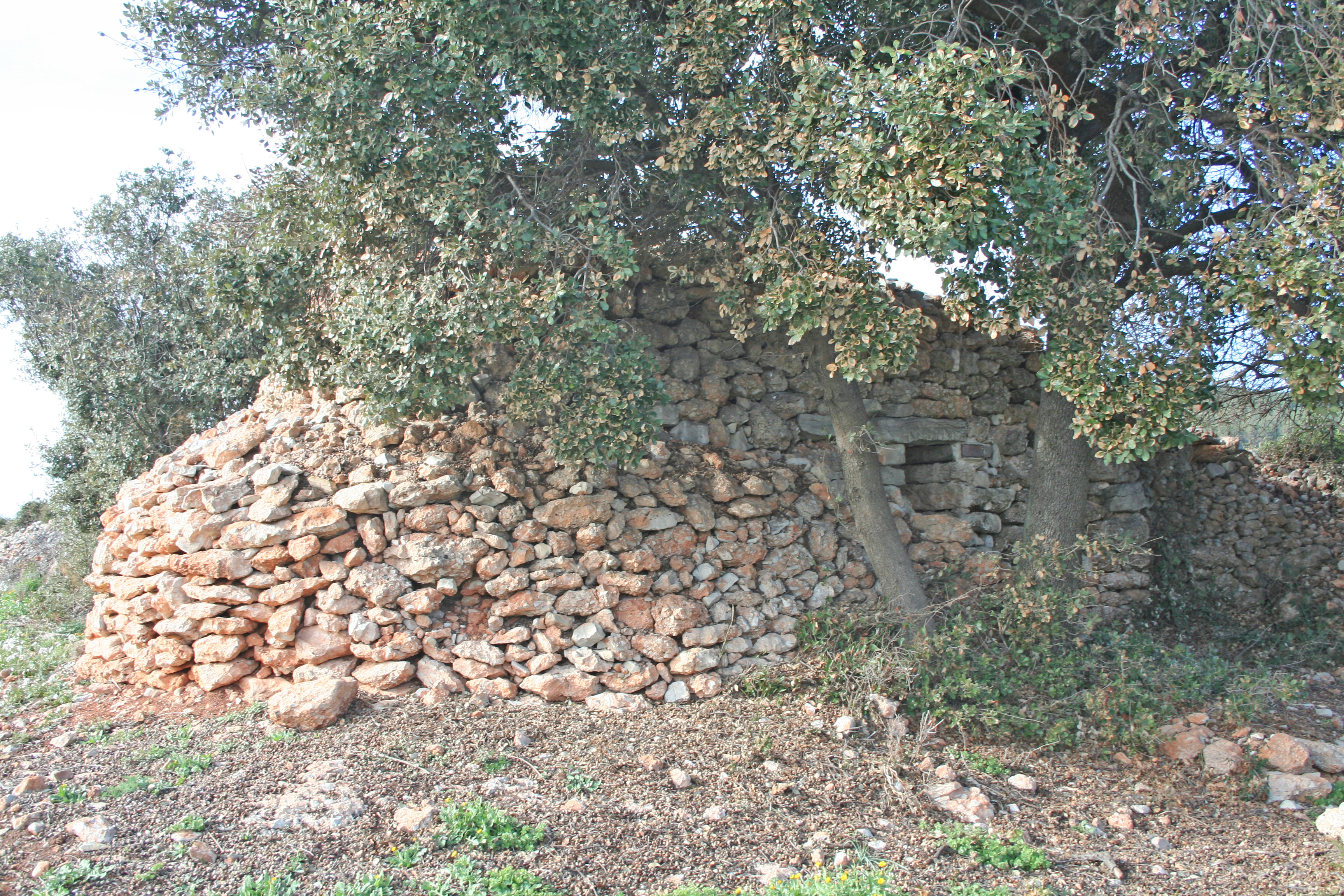
Capitelle oder Cabane
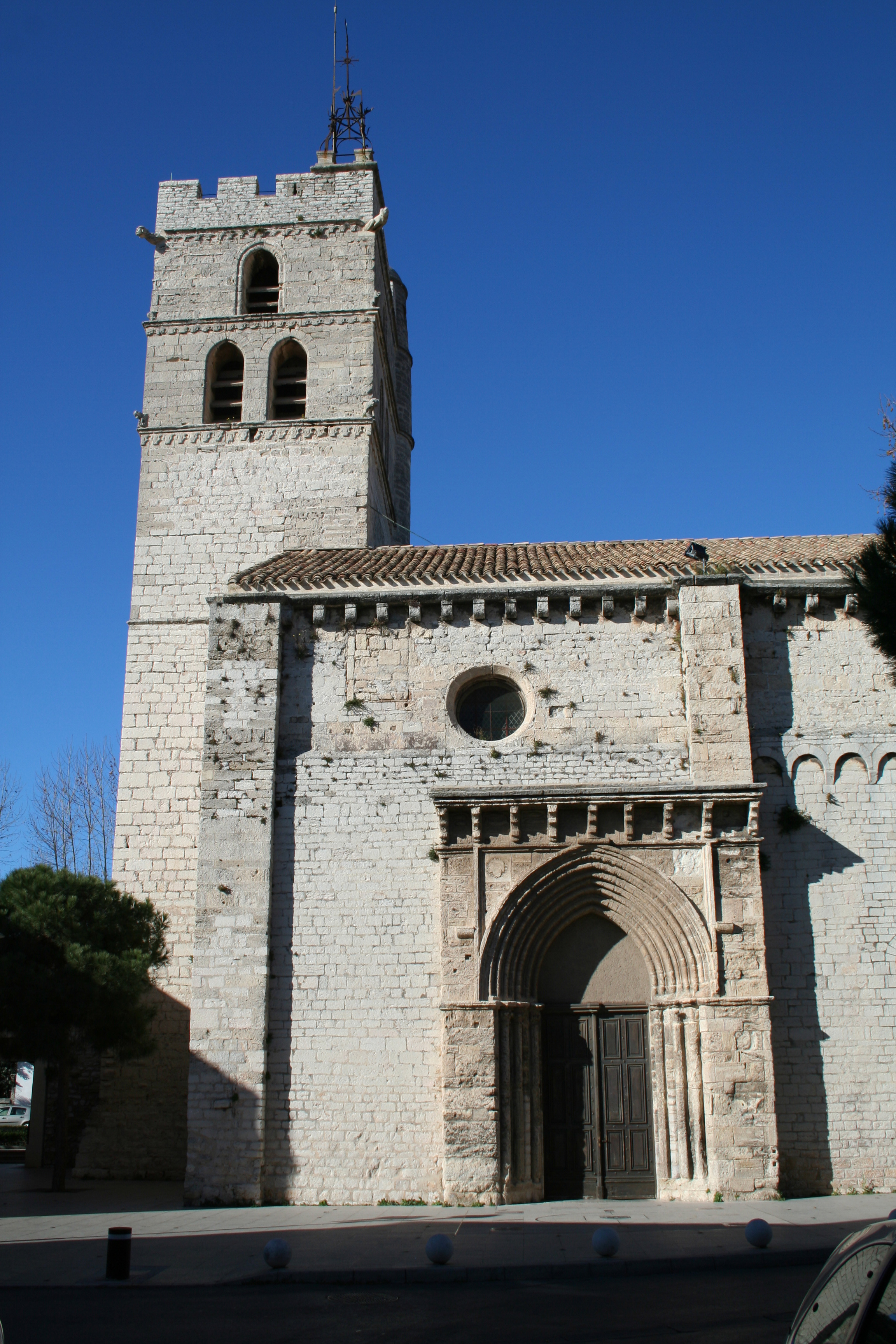
Kirche Saint-Paul
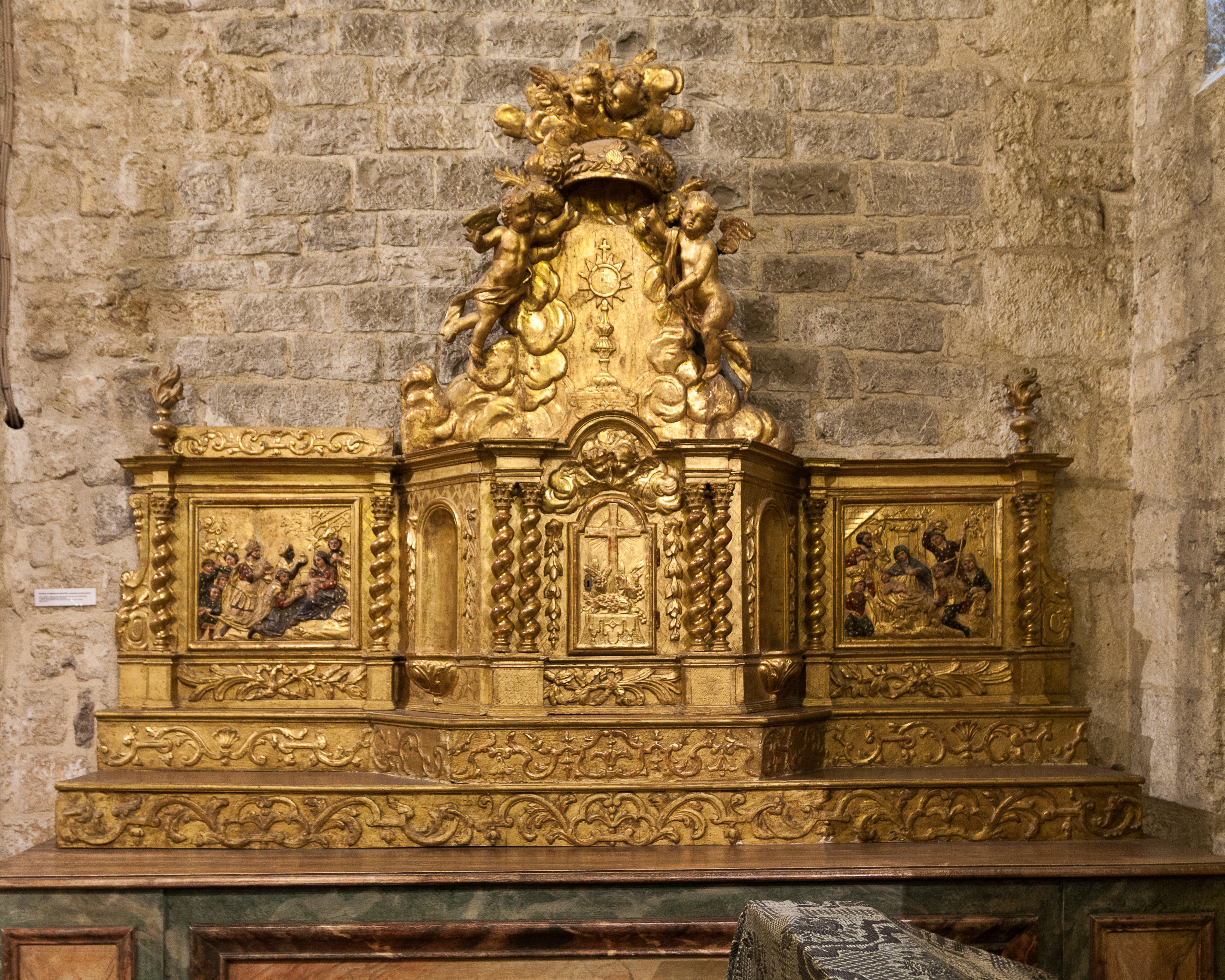
Kirche Saint-Paul, Altar
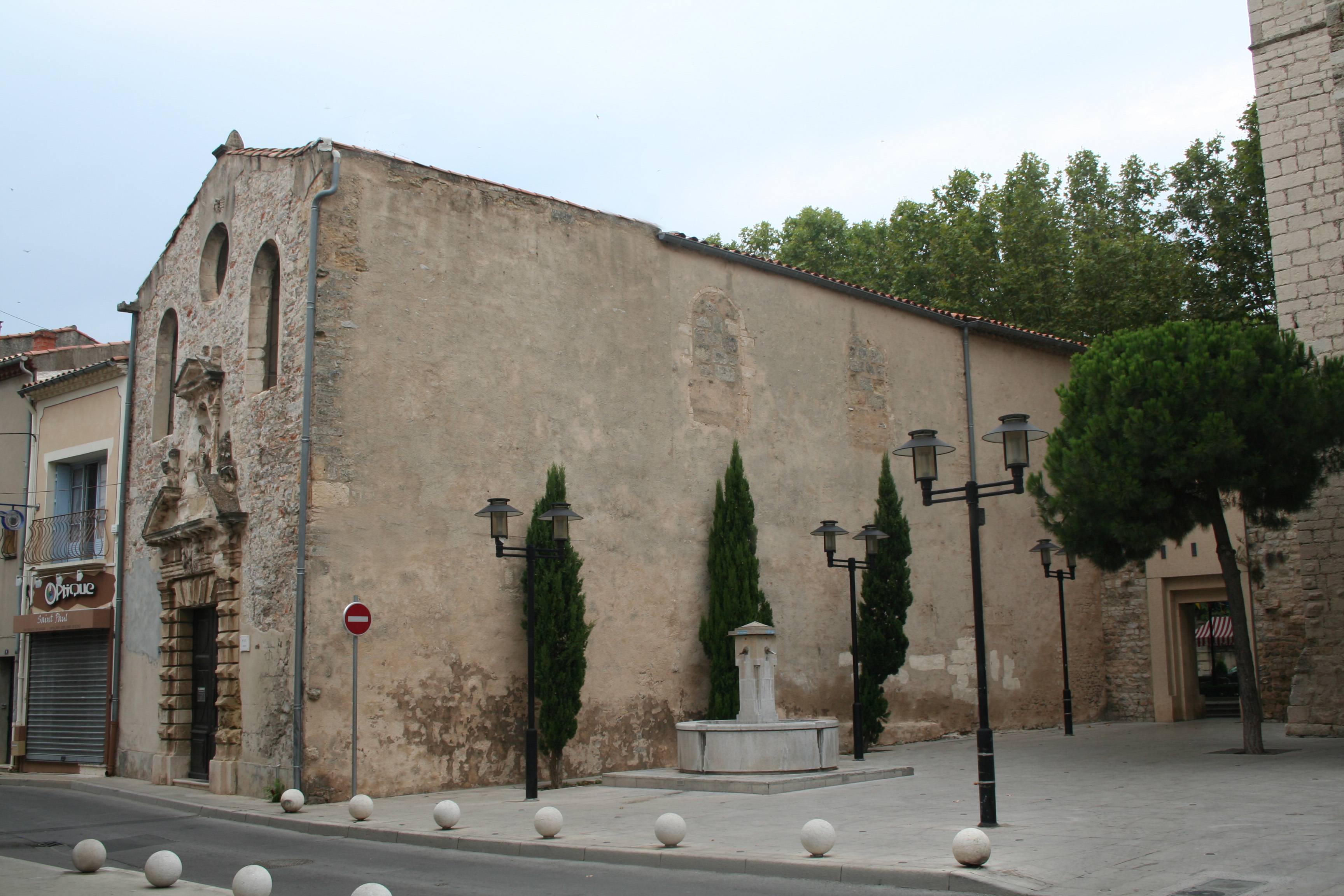
Kapelle Les Pénitents
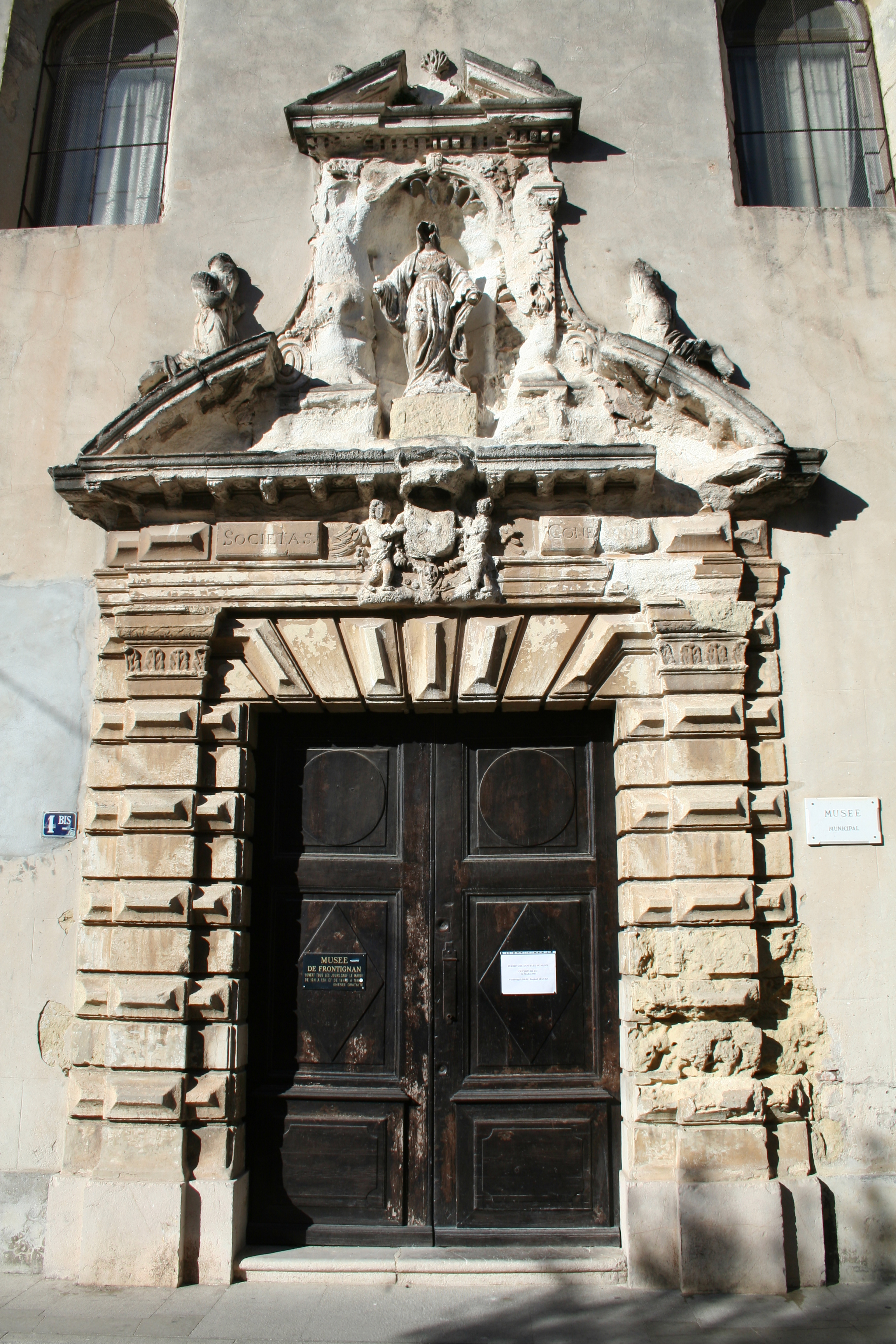
Kapelle Les Pénitents, Eingangsportal
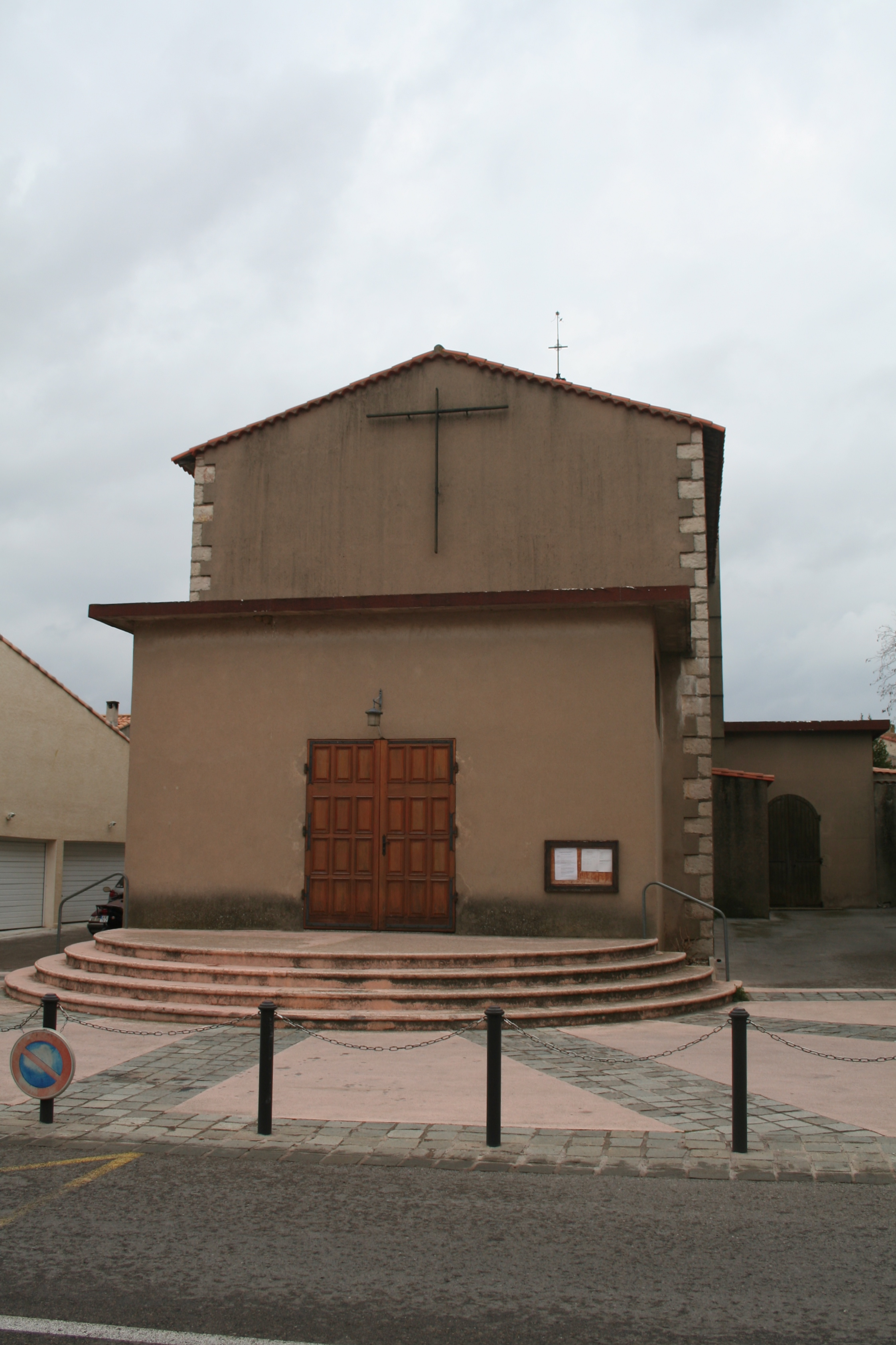
Kirche Immaculée Conception
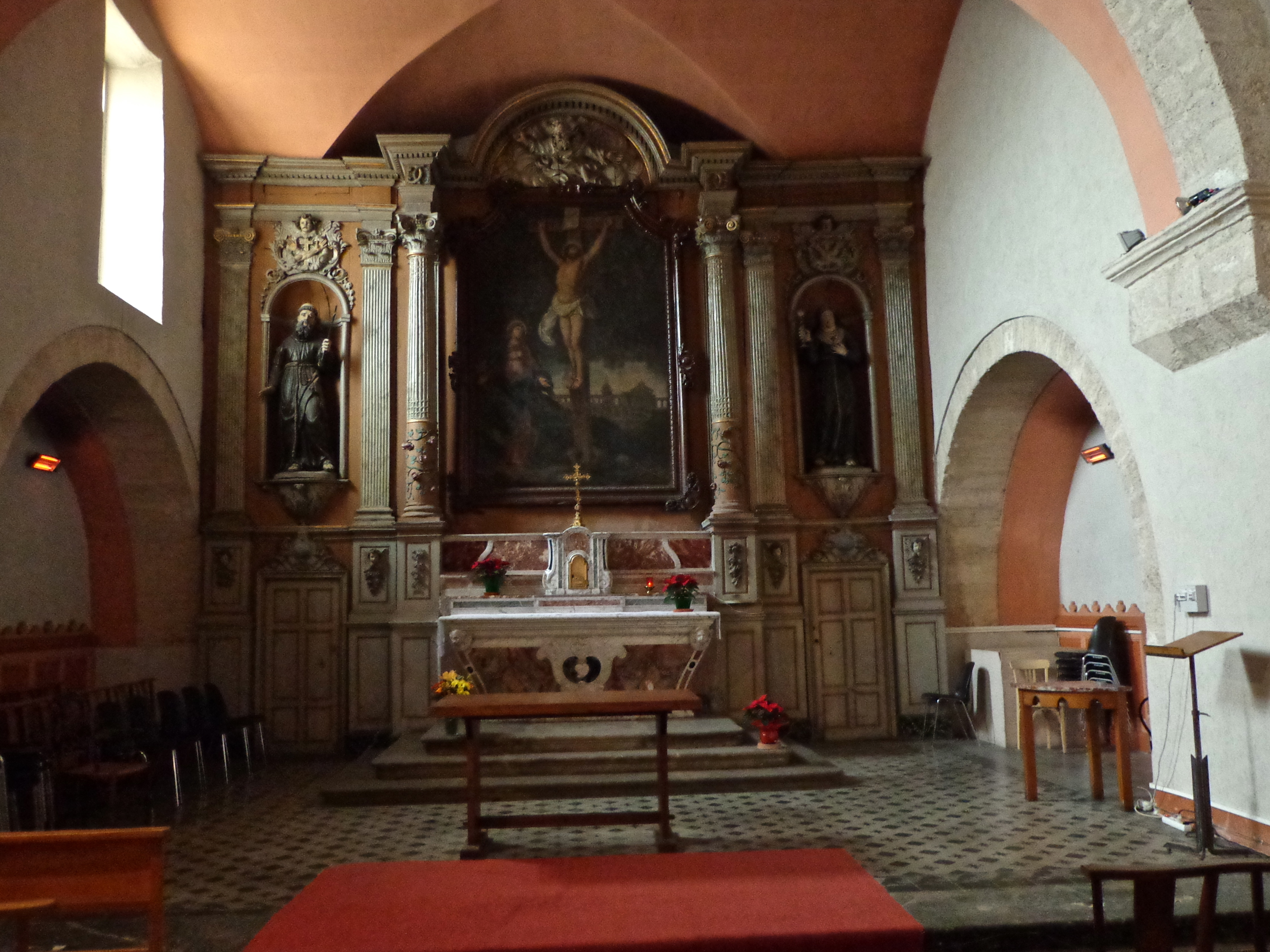
Kapelle Saint-Jacques, Altarraum

## Wirtschaft
Wesentlicher Wirtschaftszweig ist der sommerliche Tourismus in dem südlichen Ortsteil Frontignan-Plage direkt am Golfe du Lion (Mittelmeer).
Große Bedeutung hat daneben der Weinbau. In Frontignan wird ausschließlich Muscat angebaut, aus dem der fruchtig-würzige Süßwein Muscat de Frontignan gekeltert wird. Die Winzergenossenschaft Frontignan Coopérative ist der größte Erzeuger. Daneben vermarkten 24 unabhängige Winzer ihre Produkte selbst.
Von 1900 bis 1986 wurde in Frontignan eine Erdölraffinerie betrieben. Auf deren Gelände befindet sich heute nur noch ein großes Tanklager.
Seit dem letzten Jahrzehnt des 20. Jahrhunderts konzentriert sich die Industrie auf Fischereibetriebe und die Kunststoff verarbeitende Industrie.
Die größten Unternehmen in Frontignan und deren Jahresumsatz:
- Distrisud S.A., 93 M€
- Indubois S.A.S., 36 M€
- Hexis S.A., 29 M€
- Barba S.A.S., 20 M€
- Frontignan Coopérative S.C.A., 11 M€
- Mobil Concepts s.à.r.l., 5 M€

## Partnerstädte
- Gaeta, Italien seit 1997
- Vizela, Portugal seit 2007
- Pineda de Mar, Spanien seit 2010
- M’Diq, Marokko seit 2018

## Persönlichkeiten
- Maurice Clavel (1920–1979), Schriftsteller, Journalist und Philosoph, geboren in Frontignan